# Henryk Ciszkiewicz

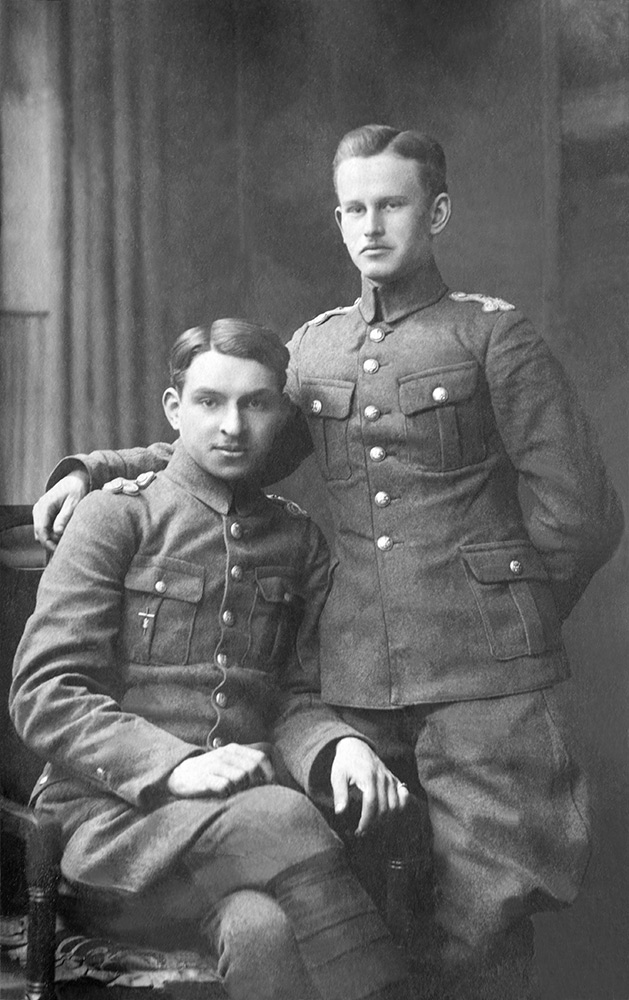
Henryk Ciszkiewicz i jego kolega Błaszczyk (imię nieznane). Lwów 1919

Henryk Fortunat Ciszkiewicz (ur. 1 czerwca 1896 w Warszawie, zm. wiosną 1940) – major lekarz Wojska Polskiego, działacz niepodległościowy, chirurg, z zamiłowania entomolog, ofiara zbrodni katyńskiej.

## Życiorys
Urodził się 1 czerwca 1896 roku w Warszawie, w rodzinie Konstantego, profesora gimnazjum, i Heleny z Adamkowiczów. Ukończył Gimnazjum Wojciecha Górskiego. Wybuch I wojny światowej zastał go w okolicach Witebska. Nie mógł wrócić do Warszawy, więc jako młody maturzysta postanowił kontynuować naukę. Najpierw wstąpił na Wydział Przyrodniczy Uniwersytetu w Moskwie, po czym przeniósł się na Wydział Lekarski. Studia przerwało wcielenie do wojska rosyjskiego. Służył w studenckim batalionie w Carycynie nad Wołgą. Następnie skierowano go do 2 Peterhofskiej szkoły podchorążych, którą ukończył w lutym 1917 roku. Służył w I Korpusie Polskim, potem w Legii Podchorążych przemianowanej na Kompanię Junkierską W 1919 roku walczył w wojnie polsko-ukraińskiej, a po jej zakończeniu kontynuował naukę w Szkole Podchorążych Sanitarnych, a następnie wstąpił do 36 pułku piechoty Legii Akademickiej. Równocześnie rozpoczął studia medyczne na Uniwersytecie Warszawskim, w 1924 roku obronił pracę doktorską. Pozostał zawodowym wojskowym. Początkowo służył w Centralnym Składzie Amunicji nr. 2, następnie w szpitalu wojskowym w Ciechocinku, na stanowisku starszego ordynatora w 1 Szpitalu Okręgowym w Warszawie oraz w 9 Szpitalu Okręgowym w Brześciu. 12 marca 1933 roku prezydent RP nadał mu stopień majora z dniem 1 stycznia 1933 i 10. lokatą w korpusie oficerów sanitarnych, grupa lekarzy. Od 1936 roku pełnił służbę w Instytucie Chirurgii Urazowej w Warszawie. W marcu 1939 roku na stanowisku zastępcy kierownika instytutu.
W czasie kampanii wrześniowej 1939 roku został komendantem szpitali polowych w Brześciu nad Bugiem. Po agresji ZSRR na Polskę w nieznanych okolicznościach dostał się do niewoli sowieckiej. Przebywał w obozie w Starobielsku. Wiosną 1940 roku został zamordowany przez funkcjonariuszy NKWD w Charkowie i pogrzebany potajemnie w bezimiennej mogile zbiorowej w Piatichatkach, gdzie od 17 czerwca 2000 roku mieści się oficjalnie Cmentarz Ofiar Totalitaryzmu w Charkowie. Figuruje na Liście Starobielskiej NKWD, pod poz. 3616.

## Upamiętnienie
5 października 2007 roku minister obrony narodowej Aleksander Szczygło mianował go pośmiertnie na stopień podpułkownika. Awans został ogłoszony 9 listopada 2007 roku w Warszawie, w trakcie uroczystości „Katyń Pamiętamy – Uczcijmy Pamięć Bohaterów”.

## Dorobek naukowy
Z zamiłowania był entomologiem, należał do członków Zarządu Głównego Polskiego Związku Entomologicznego. Przedmiotem jego badań były chrząszcze, pozostawił pięć prac o tematyce koleopterologicznej, opublikowano je w 1923, 1925, 1929, 1930 i 1936 na łamach Polskiego Pisma Entomologicznego. Zgromadził zbiór 6 tysięcy chrząszczy, który w roku 1948 jego bliscy przekazali Polskiemu Muzeum Zoologicznemu. 

## Ordery i odznaczenia
- Krzyż Walecznych[6]
- Złoty Krzyż Zasługi – 25 maja 1939 „za zasługi w służbie wojskowej”[15]
- Medal Niepodległości – 3 czerwca 1933 „za pracę w dziele odzyskania niepodległości”[16][17]
- Medal Pamiątkowy za Wojnę 1918–1921[18]
- Medal Dziesięciolecia Odzyskanej Niepodległości
- Medal Zwycięstwa[19]